# 滝沢結貴
滝沢 結貴（たきざわ ゆき、Yuki Takizawa 1989年2月27日 ）は、日本のモデル、タレント、プロデューサー。ジュエリーブランド『グロッセ グラッセ』ディレクター。EINS by Grosse プロデューサー。

## 来歴
2009年大学在学中、ドイツの111年歴史がある、ラグジュアリー・コスチュームジュエリーブランド「グロッセ」のセレブカジュアルブランド『Grosse Glace（グロッセ グラッセ）』のディレクター就任。雑誌JJ、美人百花、ELLEgirlなど多数の雑誌に出演。
2017年、グラミー賞でデビューしたジェンダーレスブランド「EINS byGrosse（アインスバイグロッセ）」のプロデュースに就任。2011年、2017年、『Grosse Glace（グロッセ グラッセ）』のジュエリーがグラミー賞 公式ギフトラウンジに採用。ケイティーペリーや、ブルーノマーズなどセレブリティーが愛用。
ファッションプロデューサーとしてのキャリアを生かし、ライターやファッションウィークのコレクションレポートなども勤める。

## 出演

### 雑誌
- 25ans[5]
- 美人百花
- ELLE girl[6]
- JJ
- Grazia
- Gina